# Esther Morgan
Esther Morgan, född den 28 augusti 2002, är en walesisk fotbollsspelare.
Esther Morgan inledde sin seniorkarriär med spel i Tottenham Hotspur år 2021. Hon har även spelat för Leicester City och Sunderland AFC innan hon kontrakterades av Sheffield United 2025. Hon har även representerat det walesiska damlandslaget där hon debuterade år 2021.